# Плосков, Тали
Тали Плосков (ивр. טלי פלוסקוב‎, урождённая Татьяна Новак; род. 30 июля 1962, Бельцы) — израильский политик, депутат кнессета от партий «Кулану» и «Ликуд», мэр Арада (2010—2015).

## Биография
Окончила Бельцкий педагогический институт по специальности «психология». В 1991 году эмигрировала с мужем и детьми в Израиль. С 1994 года работала в банке Леуми. Позже стала членом муниципального совета Арада.
Будучи членом партии «Наш дом Израиль», стала заместителем мэра Арада в 2007 году, а в 2010 году была избрана мэром Арада и переизбрана в 2014 году. В 2015—2019 годах — депутат и вице-председатель кнессета от партии «Кулану», с 2020 года — председатель комиссии по этике, депутат кнессета от партии «Ликуд».